# Măgherani
Măgherani [ˈməɟeranʲ] (veraltet Măgheruș; ungarisch Nyárádmagyarós oder auch Magyarós) ist eine Gemeinde im Kreis Mureș in der Region Siebenbürgen in Rumänien.

## Geographische Lage

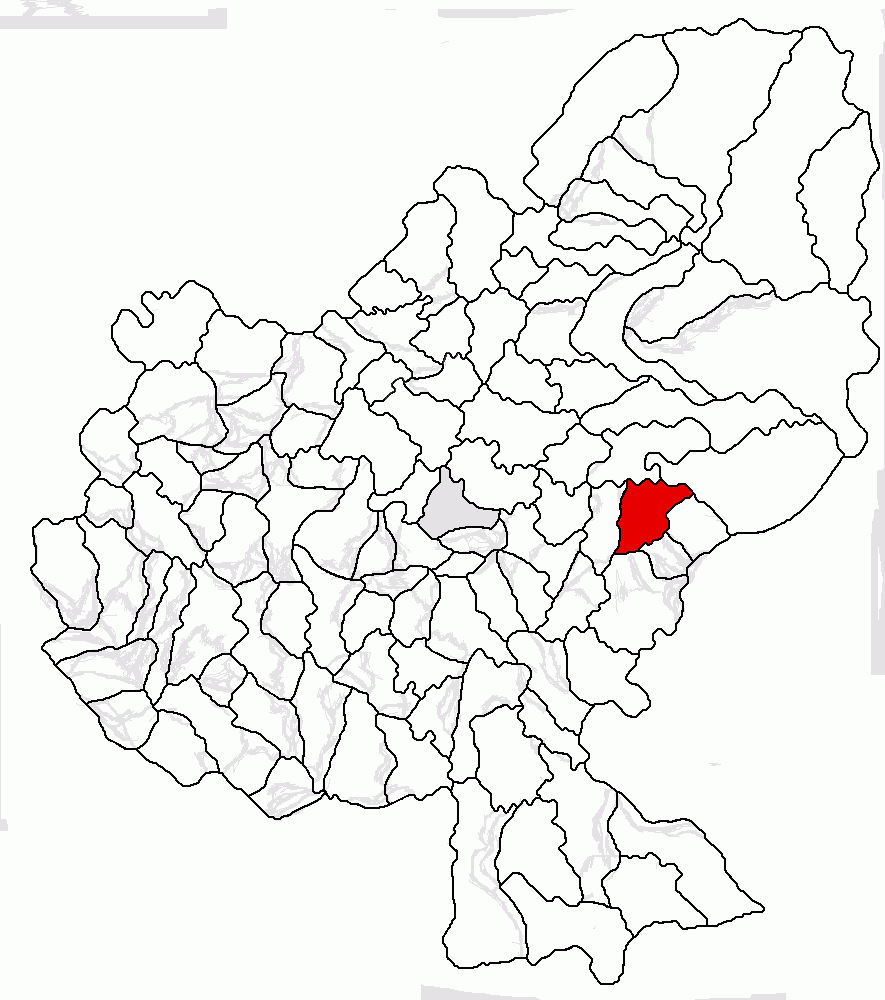
Lage der Gemeinde Măgherani im Kreis Mureș

Die Gemeinde Măgherani liegt nördlich des Kokel-Hochlands (Podișul Târnavelor) im Siebenbürgischen Becken. Am Bach Nirajul Mic, ein linker Zufluss des Niraj (Niersch) und der Kreisstraße (Drum județean) DJ 135, befindet sich der Ort Măgherani zehn Kilometer nordöstlich von der Kleinstadt Miercurea Nirajului (Sereda) und etwa 30 Kilometer östlich von der Kreishauptstadt Târgu Mureș (Neumarkt am Mieresch) entfernt. Die zwei eingemeindeten Dörfer sind zwischen einem bis fünf Kilometer vom Gemeindezentrum entfernt.

## Geschichte
Der von Szekler gegründete Ort Măgherani wurde erstmals 1576 urkundlich erwähnt. Noch keinem früheren Zeitalter zugeordnet, deuten in Măgherani Reste einer Siedlung auf dem von den Einheimischen genannten Areal Culmea cetății (ungarisch Várbérce), hingegen datiert das rumänische Kulturministerium die Siedlung unter der Bezeichnung Piscul Cetății in die Hallstattzeit oder in die Latènezeit. In den eingemeindeten Dörfern Șilea Nirajului (Nyárádselye) und Torba (Toperdorf) in die Bronzezeit. Archäologische Funde auf dem Gemeindeareal wurden der Jungsteinzeit zugeordnet.
Im Königreich Ungarn gehörte die heutige Gemeinde dem Stuhlbezirk Nyáradszereda im Komitat Maros-Torda, anschließend dem historischen Kreis Mureș und ab 1950 dem heutigen Kreis Mureș an.
Bis 1994 waren die drei Dörfer Teil der Gemeinde Bereni (ungarisch Székelybere). Auf dem Gebiet der Gemeinde war bis etwa 2018 kein Trink- und Abwassernetz vorhanden.

## Bevölkerung
Die Bevölkerung in den Dörfern der heutigen Gemeinde Măgherani entwickelte sich wie folgt:
| 1850 | 1.856 | -  | 1.836 | -  | 20            |
| 1910 | 2.946 | 4  | 2.893 | 11 | 38            |
| 1956 | 3.016 | ?  | ?     | ?  | ?             |
| 2002 | 1.377 | 8  | 1.357 | -  | 12            |
| 2011 | 1.309 | 11 | 1.177 | -  | 121           |
| 2021 | 1.332 | 7  | 1.205 | -  | 120 (25 Roma) |

Seit 1850 wurde auf dem Gebiet der heutigen Gemeinde die höchste Einwohnerzahl und (wahrscheinlich) die der Magyaren 1956 registriert. Die höchste Einwohnerzahl der Rumänen (39) wurde 1920, die der Roma (104) 1966 und die der Rumäniendeutschen 1910 ermittelt.

## Sehenswürdigkeiten
- Im Gemeindezentrum stehen die Bauten, beidseitig in der Strada Principală (Hauptstraße) im 19. Jahrhundert errichtet, unter Denkmalschutz.[6]
- Im eingemeindeten Dorf Torba, die Anwesen in der Str. Principală Nr. 4, 5, 10, 12, 20–26, 31, 46, 49, 54, 62, 64 und 112 im 19. Jahrhundert errichtet, stehen unter Denkmalschutz.[6]
- Im Gemeindezentrum[9] und im eingemeindeten Dorf Torba[10] die reformierten Kirchen.

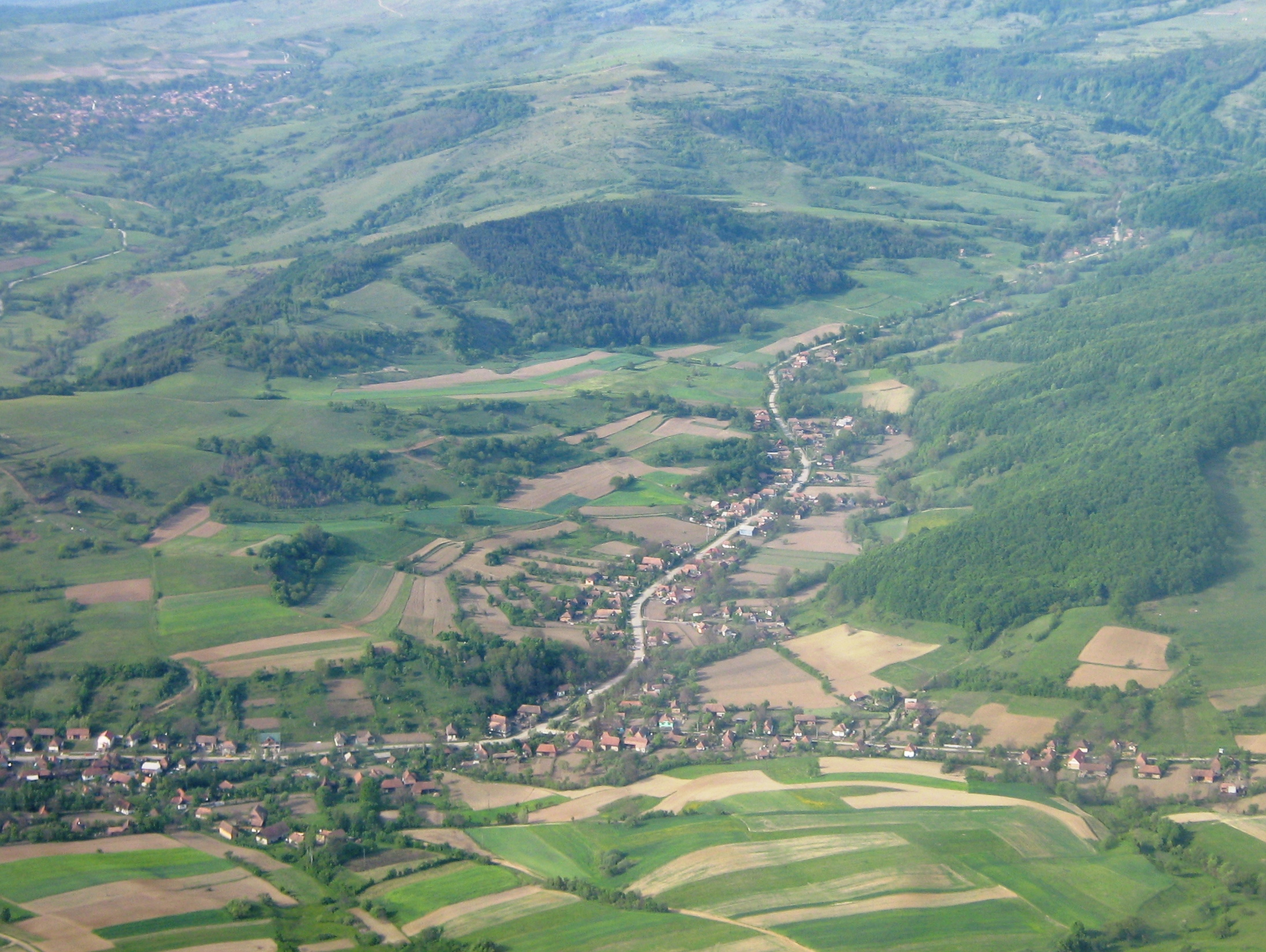
Blick auf Măgherani
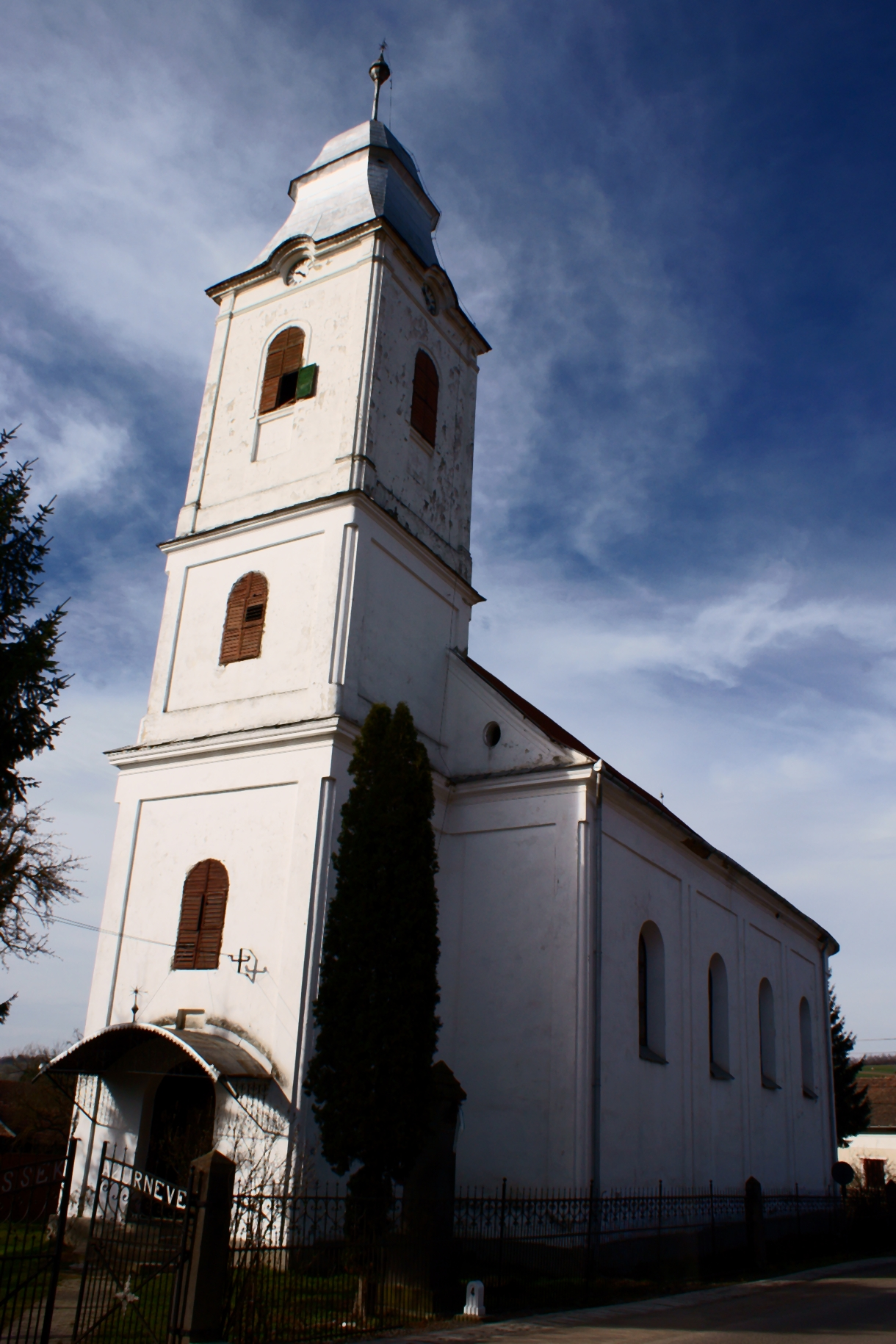
Reformierte Kirche in Măgherani
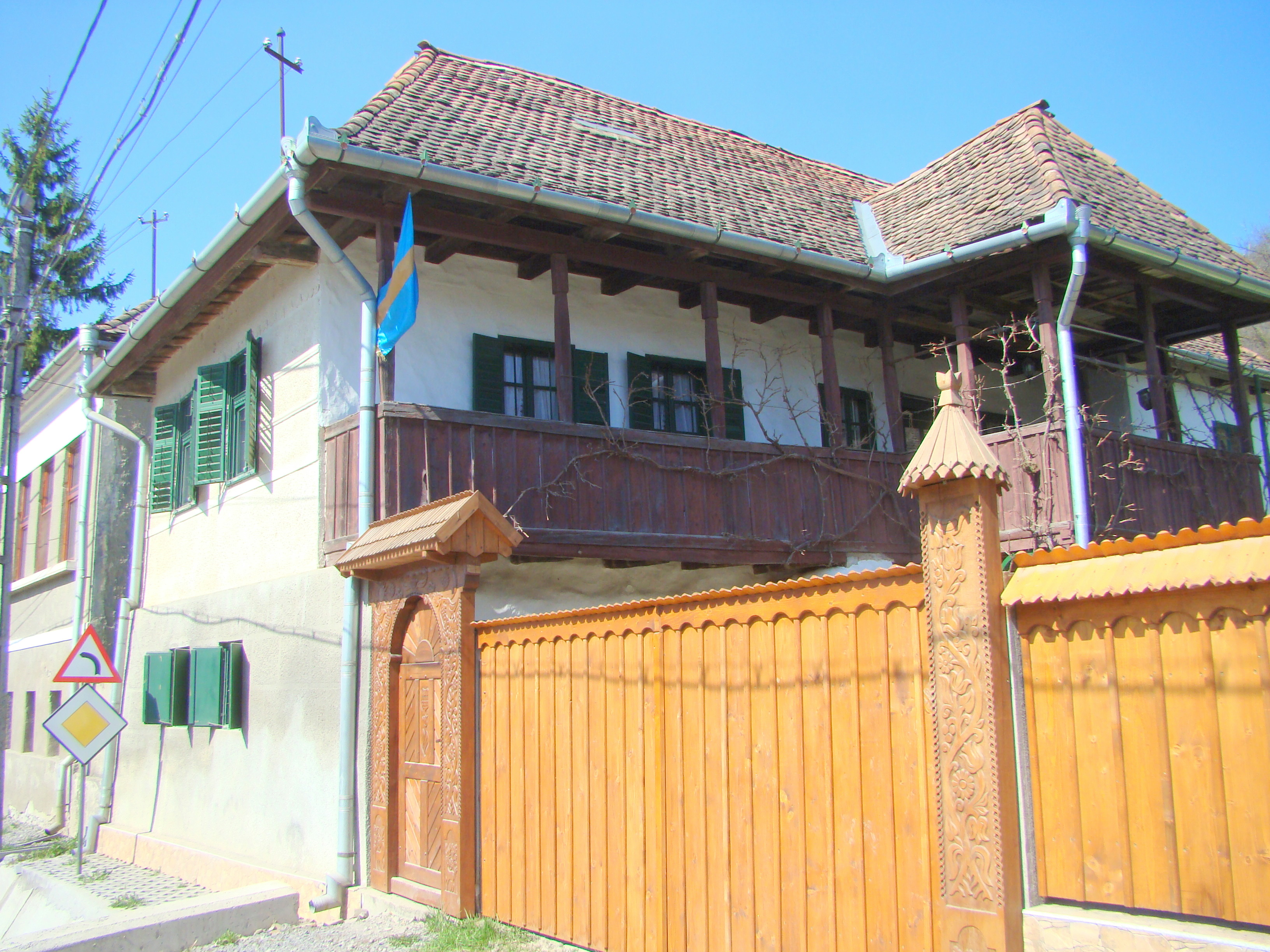
Haus unter Denkmalschutz in Măgherani
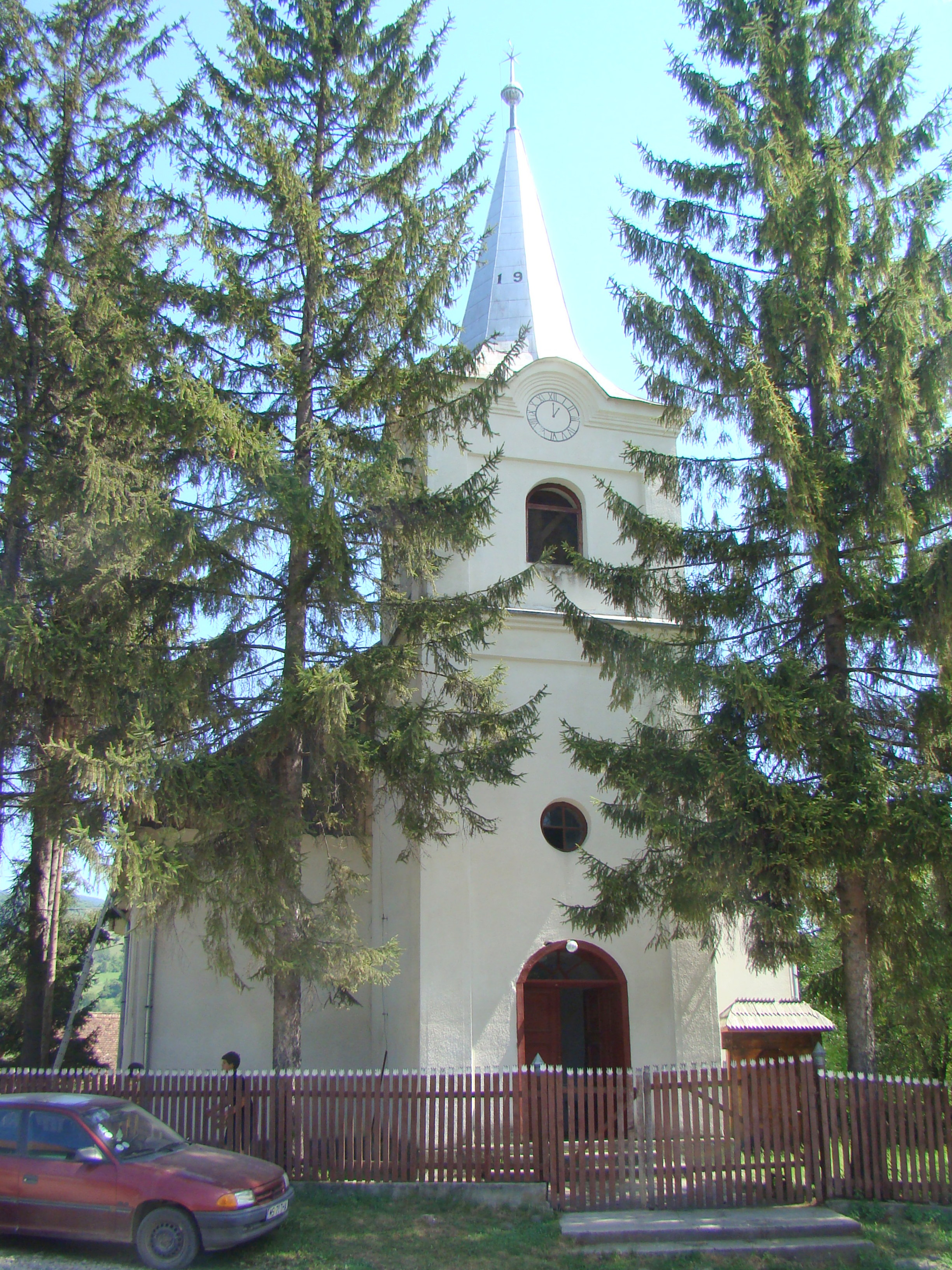
Reformierte Kirche in Șilea Nirajului
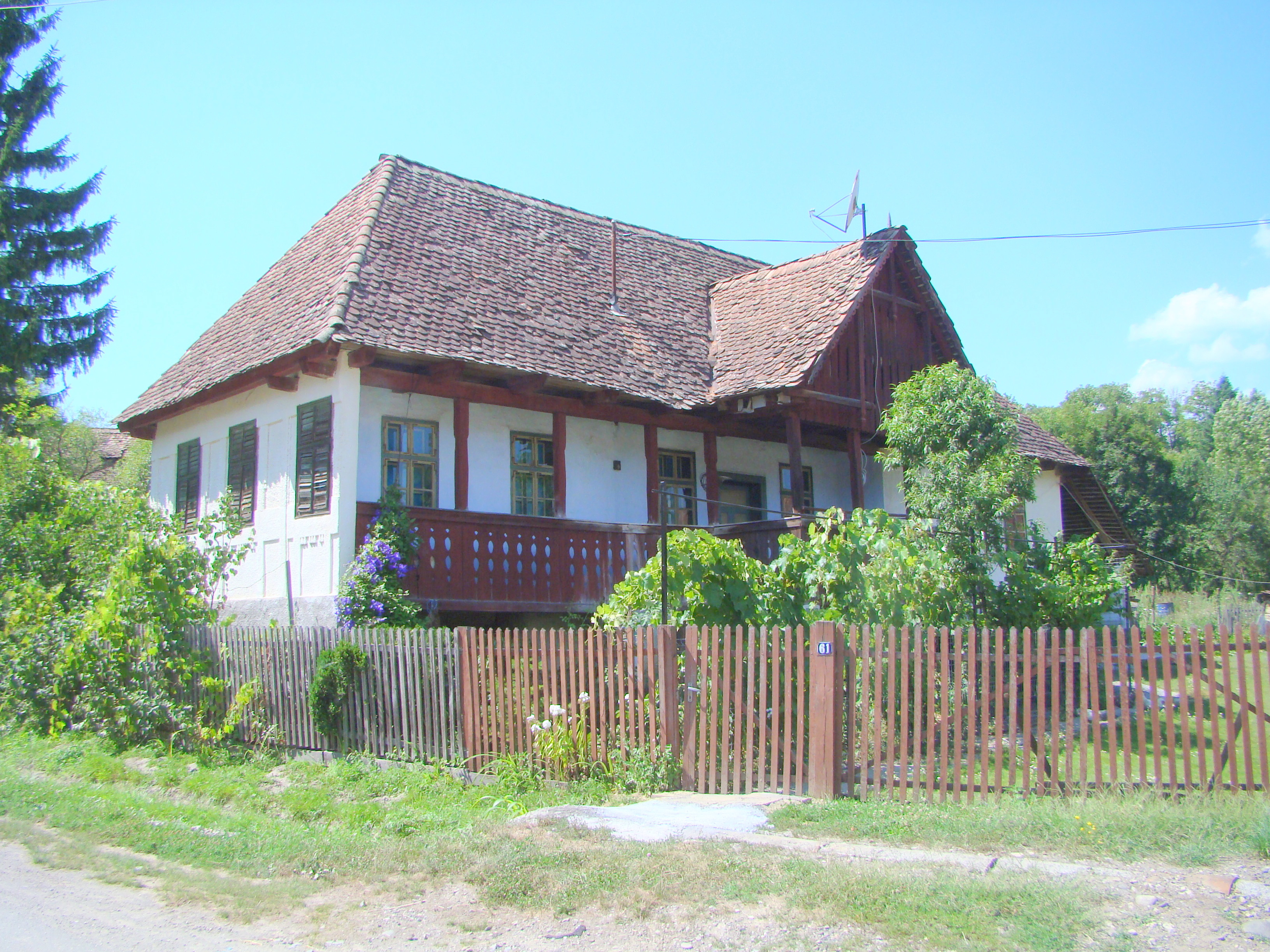
Haus unter Denkmalschutz in Torba

## Persönlichkeiten
- Péterfy László (* 1936), geboren in Șilea Nirajului (ungarisch Nyárádselye), ist Maler und Bildhauer.[11]
- Sándor Tóth (1913–2007), geboren in Torba (ungarisch Torboszló), war Mathematiker.[12]